# Ille (Sune Sunessons ätt)
Ille, Sune Sunasons ätt var en svensk medeltidsätt, som inte själv använde namnet Ille men som gav ursprung till andra ätter med samma vapen och detta namn. Ättens vapen var en högervänd, behandskad hand.
Ättens äldste och främste företrädare var häradshövdingen, lagmannen och riksrådet Sune Sunason (1402–1448). Man har antagit att han har tagit sitt vapen efter riddaren Nils Olofsson, som liksom Sune var verksam i det finska rättsväsendet under 1400-talets första hälft.
Sune Sunasons manliga ättlingar tycks ha dött ut på 1560-talet. Från sonsonen Sune Andersson till Kahiluoto fortsatte släktlinjen genom dennes dotter Margareta, som var gift med Matts Olsson. Deras dotter Greta var i sin tur gift med Arvid Mattsson Footangel, som på grund av hennes jordinnehav kunde påvisa adelskap och introducerades på Sveriges riddarhuset.
Sune Sunasons dotter Valborg var först gift med väpnaren Peder Olsson till Mälkilä i Bjärnå. Från deras son lagmannen Jeppe Persson härstammar den ätt som kallas Ille, Jeppe Perssons ätt. Valborg var andra gången gift med väpnaren och fogden Bengt Mårtensson (uggla). Deras dotter Ingrid var gift med väpnaren och häradshövdingen Per Henriksson. Från dem härstammar den på riddarhuset introducerade adliga ätten Ille.